# Rödgrynnorna
Rödgrynnorna (finska: Punakarit) och Långören är en ö i Finland. Den ligger i Norra kvarken och i kommunen Korsholm i den ekonomiska regionen  Vasa i landskapet Österbotten, i den västra delen av landet. Ön ligger omkring 27 kilometer norr om Vasa och omkring 390 kilometer nordväst om Helsingfors.
Öns area är 11,1 hektar och dess största längd är 0,8 kilometer i sydöst-nordvästlig riktning.